# 29053 Muskau
29053 Muskau este o planetă minoră (asteroid), cu un diametru de 10,226 km, din centura de asteroizi. A fost descoperită pe 30 septembrie 1973 la Observatorul Palomar de Cornelis Johannes van Houten și a fost numită după Parcul Muskau. 
Obiectul prezintă o orbită caracterizată de o semiaxă mare de 3,923523 UAi, o excentricitate de 0,07, o înclinație de 2,30571 ° în raport cu ecliptica.